# 望郷の塔

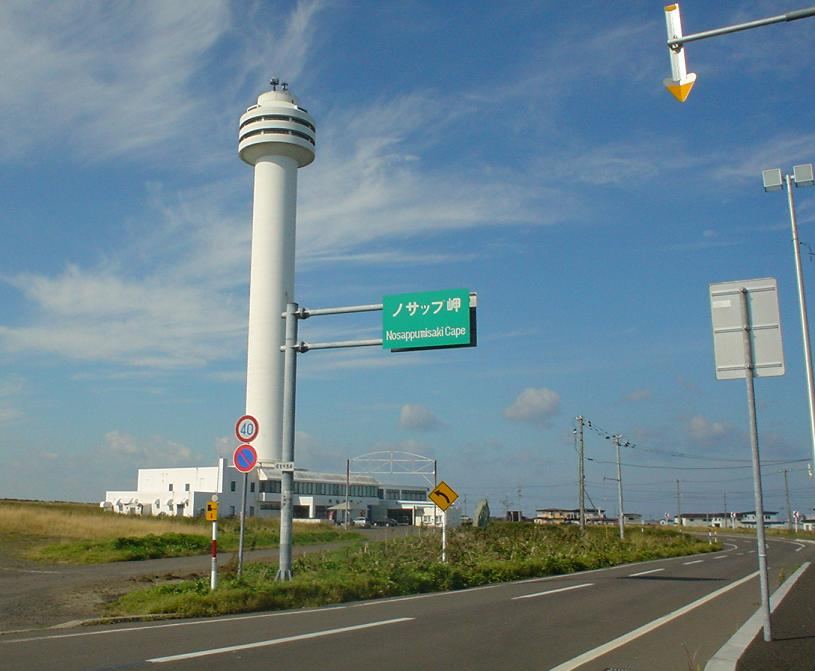
「平和の塔」と呼ばれた頃の全景（2005年10月10日）

望郷の塔（ぼうきょうのとう）は、北海道最東端、納沙布岬近くに所在する施設。通称はオーロラ・タワー。旧称は笹川記念平和の塔、または平和の塔。展望台から北方領土を一望できる。

## 沿革
1980年代前半から根室市にて観光振興と北方領土返還運動の啓発を目的とした北方領土を望む展望タワーの建設計画が検討され、1980年に根室市を中心とした第三セクター「根室市観光開発公社」を設立し検討するも市長の方針や対ソ情勢の変化により1981年に計画が中断され、その後も民間から同様の計画が4-5件ほど持ち込まれたが進展せず、1985年5月に東京都の企業「シケン」が笹川良一のバックアップのもとタワー計画を根室市に提出。当初は根室市や観光開発公社に土地を貸与した地権者が消極的な態度を見せるも、その後1986年時点では積極的な態度に転換、総工費25億円をかけ建設された。
1987年7月19日、「笹川記念平和の塔」落成式典挙行。笹川、北海道副知事山中洋、根室市長大矢快治らが出席した。竣工当初、地元の漁師の妻らが展望台にのぼり、携帯無線機で沖合の夫らにソビエト連邦側の警備艇の接近を知らせたという。最初の1年で約30万人が来訪した。
2012年には外観の汚れや電気設備などの老朽化が問題となったため、施設のリニューアルを行った。しかし2020年までの数年間の入場者は、年間8千人 - 1万人と落ち込み、運営資金は関係者や支援者の寄付に頼ってきた。2020年3月以降は新型コロナウイルスの影響で来場者が見込めないため、2021年時点でも休館を続けている。財政状況が悪化し、電気や水道、エレベーターの保守点検を休止している。かつてレストランが入居していた併設する建物は損壊が進んでいるが、撤去できずに放置されている。
今後施設内に大型ビジョンを設置し映画を上映する構想があり、営業再開は諦めていないとしているが、当面の間休館を続ける。
- 1987年7月19日：落成式が行われる。
- 1993年：管理会社の所有権が京都の観光会社に移転[要出典]。
- 2007年：所有権が東京の不動産会社から京都の会社に移転[6]。
- 2011年6月20日：特定非営利活動法人望郷の塔が設立[7]。
- 2012年8月11日：「オーロラタワー」としてリニューアルオープン[8]。
- 2020年1月1日：この日を最後に、新型コロナウイルスの影響で来場者が見込めないため休館[6]。

## 概要
- 所在地： 北海道根室市納沙布岬89
- 高さ：96メートル
- 施設：展望台、イベントホール、展示室など[4]
- アクセス：JR花咲線 根室駅から根室交通バス納沙布線（毎日4-5便）で44分[9]、納沙布岬下車
- 近隣施設：四島のかけはし、納沙布岬灯台、北方館、望郷の家、根室市観光物産センター